# Divers gauche
Divers gauche (фр. Divers gauche, DVG; дослівно «різні ліві») — у Франції кандидати з лівою орієнтацією, що не є членами жодної великої партії.
Вони включають і маленькі ліві партії і дисидентів, що були виключені з партій за боротьбу проти партійних кандидатів. Багато кандидатів DVG обираються на місцевому рівні, значно менша кількість на національному рівні.
Політичний термін «без назви» не вписуються в терміни Міністерства внутрішніх справ з 2001 року, багато кандидатів і списків «неназваних» були класифіковані як «різні праві» DVD або DVG «різні ліві» в залежності від їх політичних переконань.